# 3+2 (группа)
3+2 — белорусская поп-группа. Группа представляла Беларусь на Евровидении 2010 и заняла 24 место «Евровидение-2010» с песней Максима Фадеева и Мальки Чаплин «Butterflies»  (в резерве — Aleks)

## История
На коллектив сделало ставку жюри национального отбора. Группа специально была создана для участия в проекте «Музыкальный суд» из участников проекта ОНТ «Новые голоса Беларуси»
На конкурсе «Евровидение» из 25 участвующих в финале заняли 24 место.

## Состав группы
Солисты:
- Алёна Карпович
- Нинель Карпович
- Юлия Шишко
- Артём Михаленко
- Егиазар Фарашян

Все — участники проекта «Новые голоса Беларуси», который раскручивался на ОНТ в 2008 году.